# Messe für den Gründonnerstag
La Messe für den Gründonnerstag, WAB 9, est une missa brevis composée par Anton Bruckner en 1844.

## Historique
Bruckner composa la Messe für den Gründonnerstag (Messe pour le Jeudi saint), une Messe chorale en fa majeur pour chœur mixte a cappella, en 1844, alors qu'il était instituteur adjoint à Kronstorf. Il dédicaça l'œuvre A. M. D. G.,
L'œuvre, dont le manuscrit est stocké dans l'archive de Wels, a d'abord été publiée dans le Volume I, pp. 258-274 de la biographie Göllerich/Auer. Par la suite, seul le graduel Christus factus est, a été publié par Anton Böhm & Sohn en 1931, de telle sorte que l'œuvre a été classée par Grasberger comme Christus factus est, WAB 9.
La partition complète de la messe est éditée dans le Volume XXI/5 de la Bruckner Gesamtausgabe.

## Composition
L'œuvre comprend six parties :
1. Graduel Christus factus est, fa majeur
2. Credo, do majeur
3. Offertoire Dextera Domini, fa majeur
4. Sanctus, mi bémol majeur
5. Benedictus, sol majeur
6. Agnus Dei, fa majeur

Sur la page de garde du manuscrit on peut lire :
Vierstimmige Choral-Messe ohne Kyrie und Gloria für den Gründonnerstag
auch mit fug[iertem] Kyr[ie] und Glor[ia] [1]845 comp[oniert]
A.M.D.G. comp[oniert] [1]844, Anton Bruckner
En tête de la page 3 du manuscrit on peut lire In coena Domini (À la Cène)
Cette « messe chorale pour chœur mixte sans Kyrie et Gloria pour le Jeudi saint » présente comme la précédente Kronstorfer Messe des ressemblances de style avec celui de Palestrina. Elle ne contenait à l'origine pas de Kyrie ou de Gloria, mais bien le graduel Christus factus est et l'offertoire Dextera Domini, adaptés pour la fête,,,. Seule la première partie du Credo est composée, jusqu'à "descendit de caelis". Le Sanctus est une version légèrement modifiée du Sanctus de la Kronstorfer Messe,.
Comme dans la suivante Missa solemnis et les messes no 1 et no 2, le premier verset du Credo n'est pas composé et doit être entonné par le prêtre en mode grégorien avant la poursuite de l'exécution par le chœur.
Le manuscrit du Kyrie fugué et du Gloria, qui ont été composés en complément en 1845, est perdu,,.

### Textes
Christus factus est est le graduel des messes du dimanche des Rameaux, du Jeudi saint et du Vendredi saint :
| Christus factus est pro nobis obediens usque ad mortem, mortem autem crucis. Propter quod et Deus exaltavit illum et dedit illi nomen, quod est super omne nomen. | Le Christ s'est fait pour nous obéissant jusqu'à la mort, et à la mort de la croix. C'est pourquoi Dieu l'a exalté, et lui a donné le Nom qui est au-dessus de tout nom. |

L'offertoire Dextera Domini utilise les versets 16 et 17 du Psaume 118 (Psaume 117 dans la Vulgate) :
| Dextera Domini fecit virtutem, Dextera Domini exaltavit me, Non moriar, sed vivam, et narrabo opera Domini. | La droite du Seigneur a manifesté sa puissance; La droite du Seigneur m'a élevé : Je ne mourrai pas, mais je vivrai, Et je raconterai les œuvres du Seigneur. |

## Utilisation dans la liturgie moderne
Pour pouvoir utiliser la Messe für den Gründonnerstag lors d'une célébration eucharistique
- Joseph Messner créa en 1941 un Kyrie et un Gloria et compléta le Credo, en utilisant des éléments des autres parties de la messe, et ajouta un accompagnement d'orgue ad libitum[10]
- Michael Stenov a en 2018 composé un Kyrie et un Gloria, et complété le fragment du Credo en style brucknérien. Cette complétion a eu sa première dans l'église des Carmélites de Linz au cours des célébrations du Dimanche des Rameaux et du Jeudi saint[15].

## Discographie

### Version originale
Il y a un seul enregistrement intégral de la version originale de la Messe :
- Rupert Gottfried Frieberger, Vokalensemble der Stiftsmusik Schlägl, Anton Bruckner – Kirchenmusikalische Werke – Fabian Records CD 5115, vers 2005

### Arrangement de Messner
- Joseph Pančik, Prager Kammerchor, Josef Kšica (orgue), Anton Bruckner – Motetten / Choral-Messe – CD Orfeo C 327 951 A, 1993
- Ludo Claesen, Sint Maartenkoor Hasselt, Paul Steegmans (orgue) – CD : Aurophon 31 4 81, fin des années 1990 (sans Credo)

## Sources
- August Göllerich, Anton Bruckner. Ein Lebens- und Schaffens-Bild, c. 1922  – édition posthume par Max Auer, G. Bosse, Ratisbonne, 1932
- Anton Bruckner – Sämtliche Werke, Band XXI: Kleine Kirchenmusikwerke, Musikwissenschaftlicher Verlag der Internationalen Bruckner-Gesellschaft, Hans Bauernfeind et Leopold Nowak (Éditeurs), Vienne, 1984/2001
- Max Auer, Anton Bruckner. Sein Leben und Werk. Amalthée-Verlag, Vienne, c. 1950
- Robert Haas, Anton Bruckner, 2e impression (Réimpression de l'édition Athenaion, Potsdam, 1934), Laaber Verlag, Ratisbonne, 1980.  (ISBN 3-9215-1841-5)
- Uwe Harten, Anton Bruckner. Ein Handbuch. Residenz Verlag, Salzbourg, 1996.  (ISBN 3-7017-1030-9).
- James Garrat, Palestrina and the German Romantic Imagination, Cambridge University Press, Cambridge, 2004.  (ISBN 0-521-80737-9)
- John Williamson, The Cambridge Companion to Bruckner, Cambridge University Press, Cambridge, 2004.  (ISBN 0-521-80404-3)
- Cornelis van Zwol, Anton Bruckner – Leven en Werken, Uit. Thot, Bussum, Pays-Bas, 2012.  (ISBN 978-90-6868-590-9)